# Marché aux fleurs d'Aalsmeer

Le Marché aux fleurs d'Aalsmeer (en néerlandais : Bloemenveiling Aalsmeer) est le plus grand marché aux fleurs du monde, situé à Aalsmeer dans la province de la Hollande-Septentrionale, aux Pays-Bas.
Avec une superficie de 990 000 m2, il fait partie des plus grandes constructions au monde par rapport à sa surface au sol. 
Des fleurs du monde entier y sont vendues quotidiennement, c'est le pôle majeur du commerce mondial des fleurs.

## Histoire
En 1852, le grand lac de Haarlem, en bordure de Aalsmeer, est asséché pour créer un polder. L'horticulture a augmenté, en particulier la culture des fraises, qui a culminé entre 1850 et 1885 au point de devenir le symbole du drapeau de Aalsmeer: rouge (fruit), vert (feuille), et noir (sol). La culture des fleurs a pris le relais vers 1880, d'abord avec des roses dans les serres. Les producteurs vendaient leurs fraises et des fleurs à des distributeurs qui les apportaient avec barges sur le marché à Amsterdam. Le commerce s'est ensuite déplacé vers Aalsmeer, où les enchères ont commencé dans les cafés. Il est peu à peu devenu la vente favorite des grossistes du monde entier. En 1912, deux halles régionales d'enchères ont été établies : Centrale Aalsmeerse Veiling (Central Aalsmeer Auction) dans le centre de la ville et Bloemenlust à Aalsmeer Est. Le marché porte depuis le nom des "enchères d'Aalsmeer".  
La culture commerçante hollandaise a favorisé très tôt l'éclosion des plus grands marchés aux fleurs du monde depuis des siècles. Amsterdam compte un "musée de la Tulipe", petit, mais qui offre un aperçu global de l'histoire de la fleur favorite des Pays- Bas. Le marché flottant sur le canal Singel à Amsterdam existe toujours sur des péniches. Il date de l’époque où les fleurs étaient transportées par bateau dans toute la ville Utrecht a aussi un très grand marché aux fleurs sur l’Oudegracht et au Janskerkhof.
En 1968, les deux entreprises d'enchères d'Aalsmeer fusionnent et forment la Verenigde Bloemenveilingen Aalsmeer (United Flower Auctions Aalsmeer). En 1972, un nouveau bâtiment de grande vente aux enchères est achevé dans le sud de Aalsmeer et élargi en 1999.
Le 1er janvier 2008, le marché fusionne avec son concurrent principal, FloraHolland, le géant de l’horticulture néerlandaise (coopérative regroupant 12 300 producteurs). Avec cette nouvelle fusion, une fleur sur trois vendue en Europe aura transité par la Hollande. Aalsmeer reçoit désormais le surnom de "Wall Street de la fleur".

## Galerie

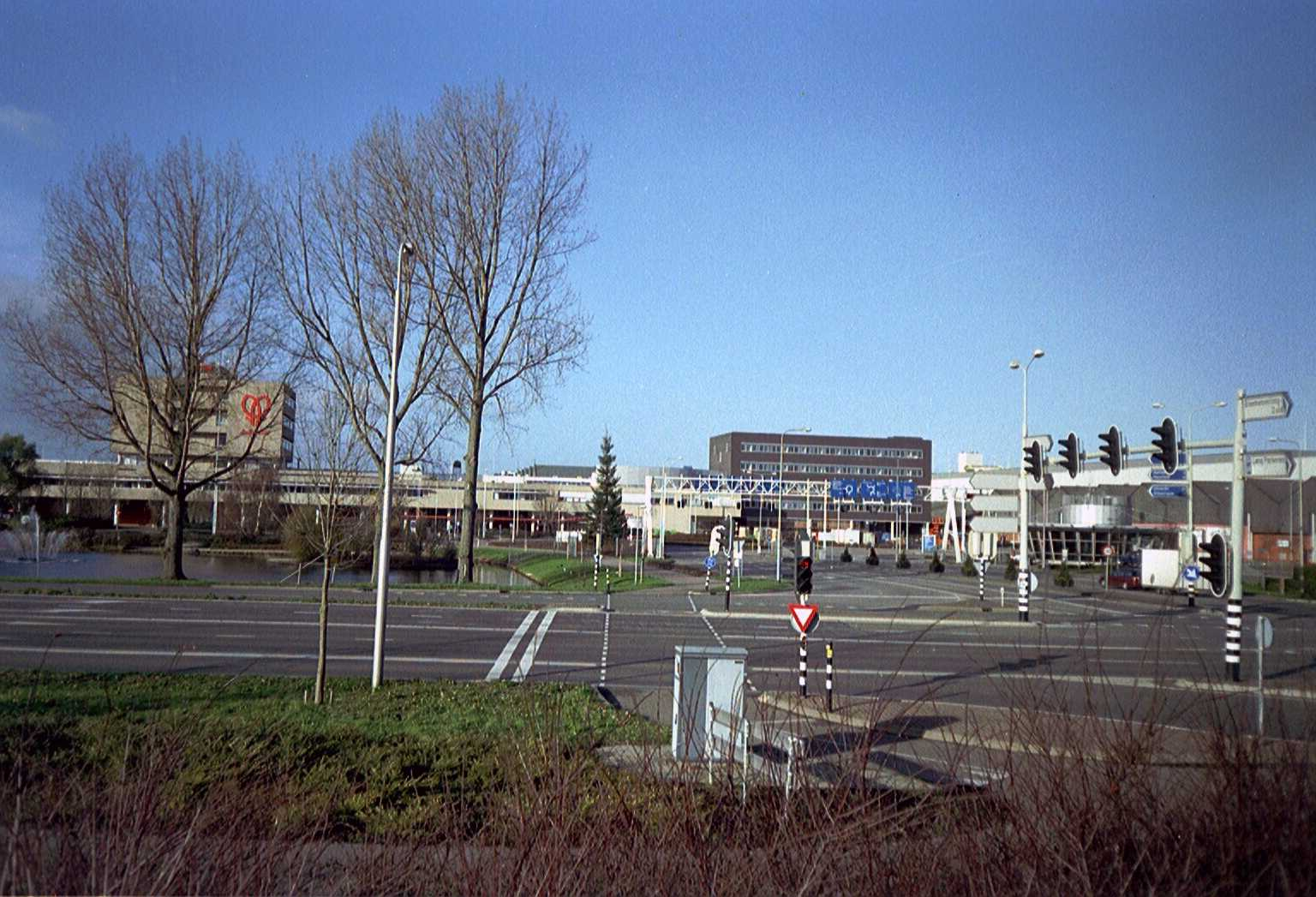
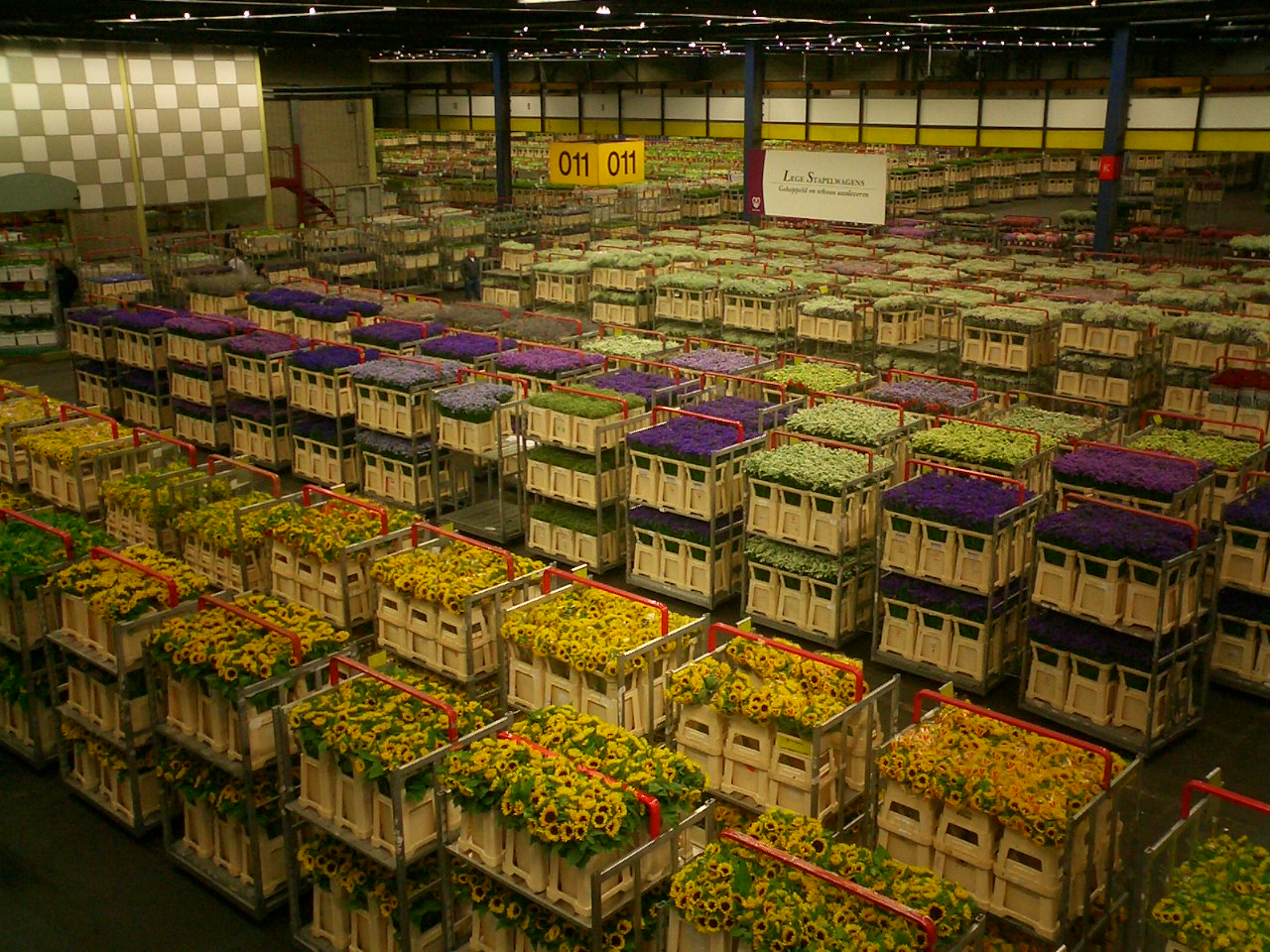
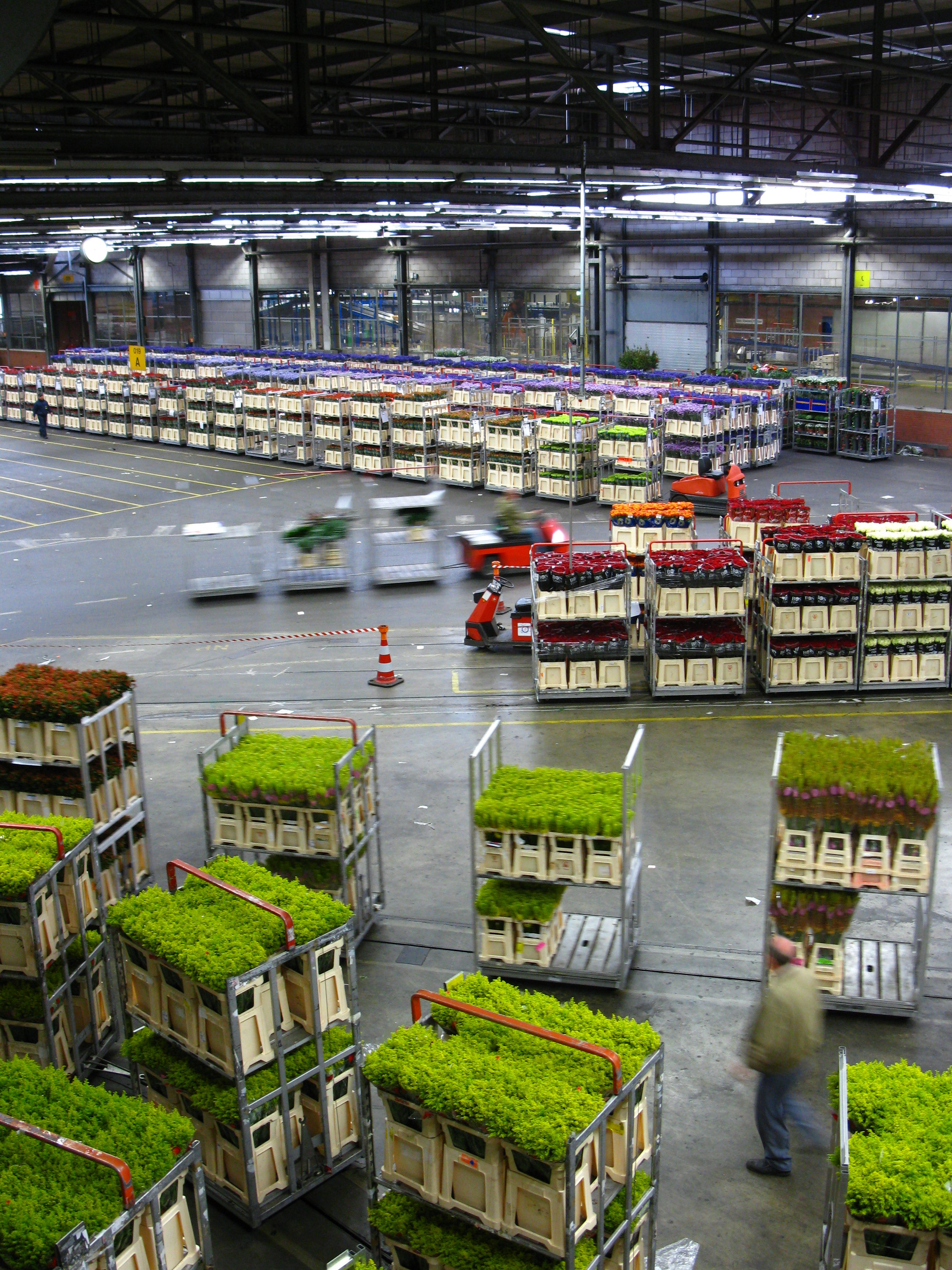
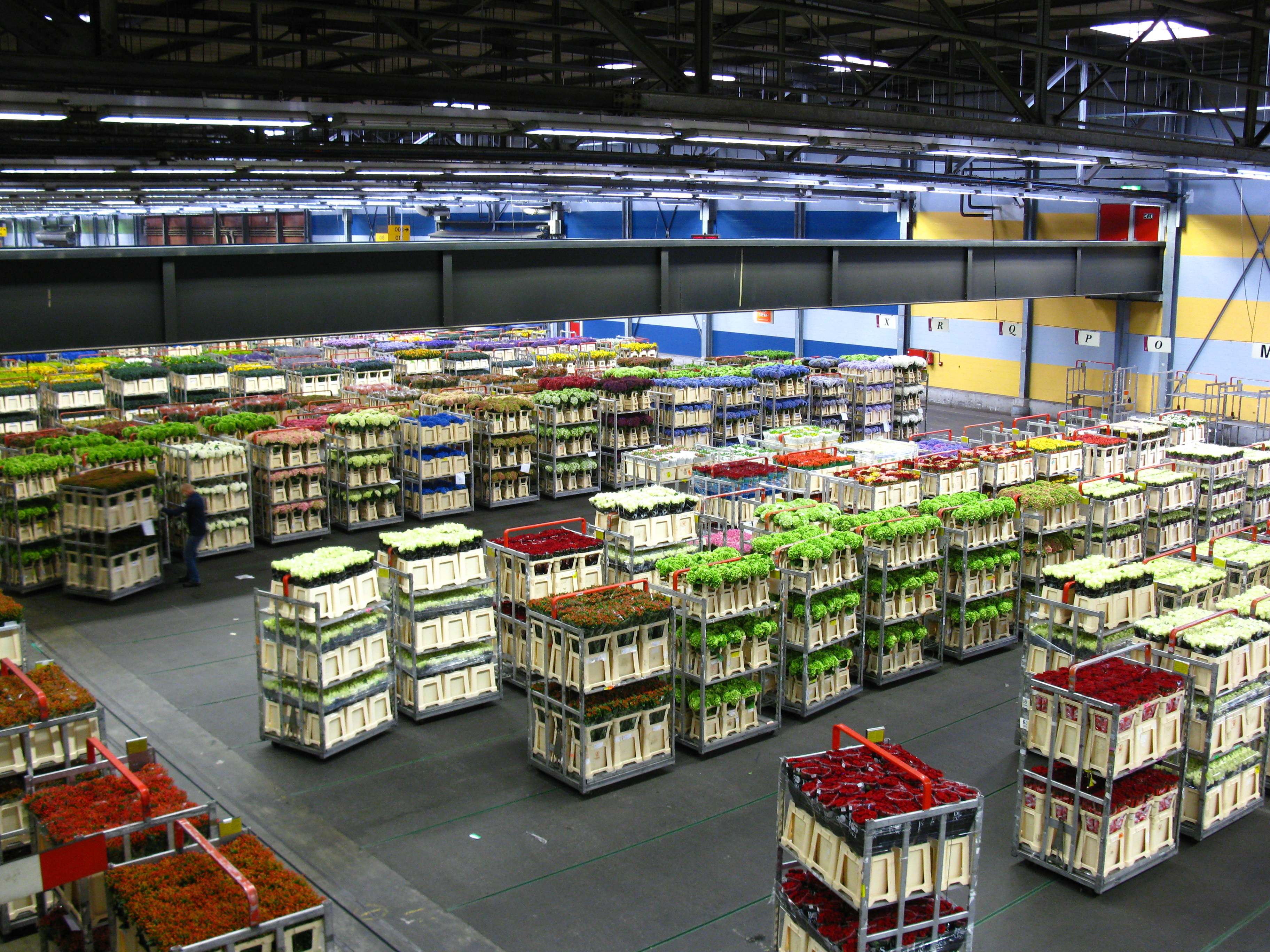
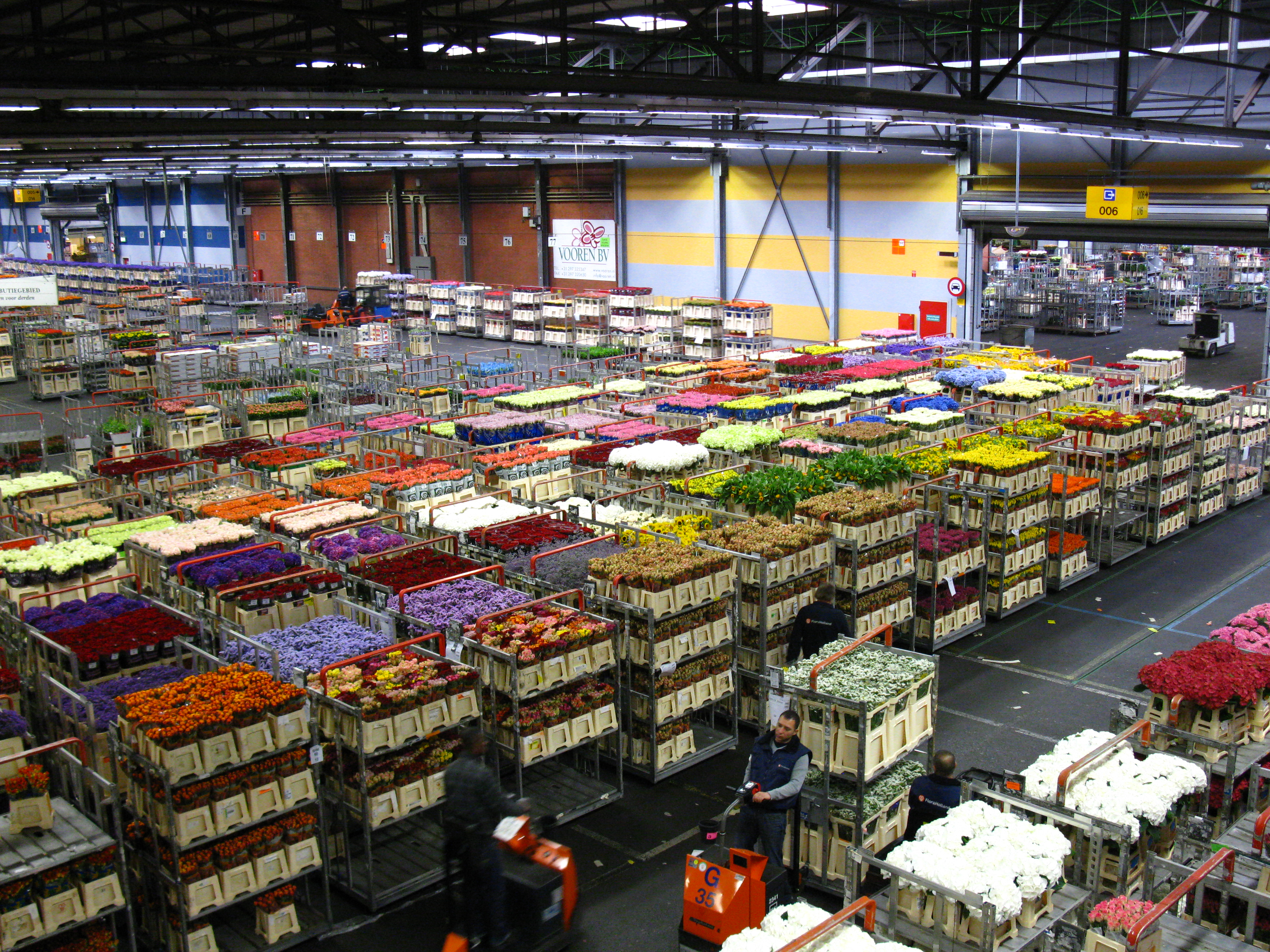
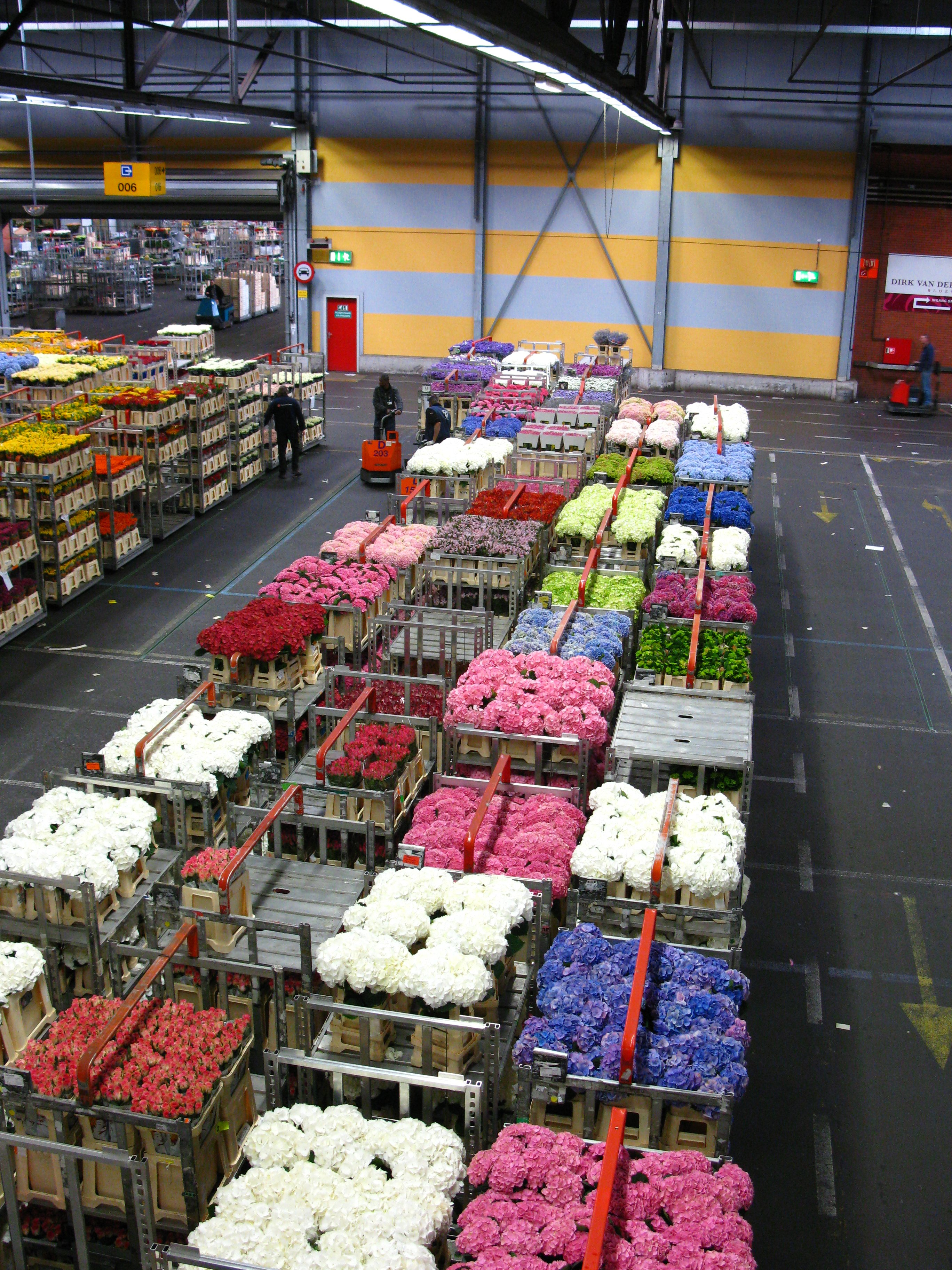
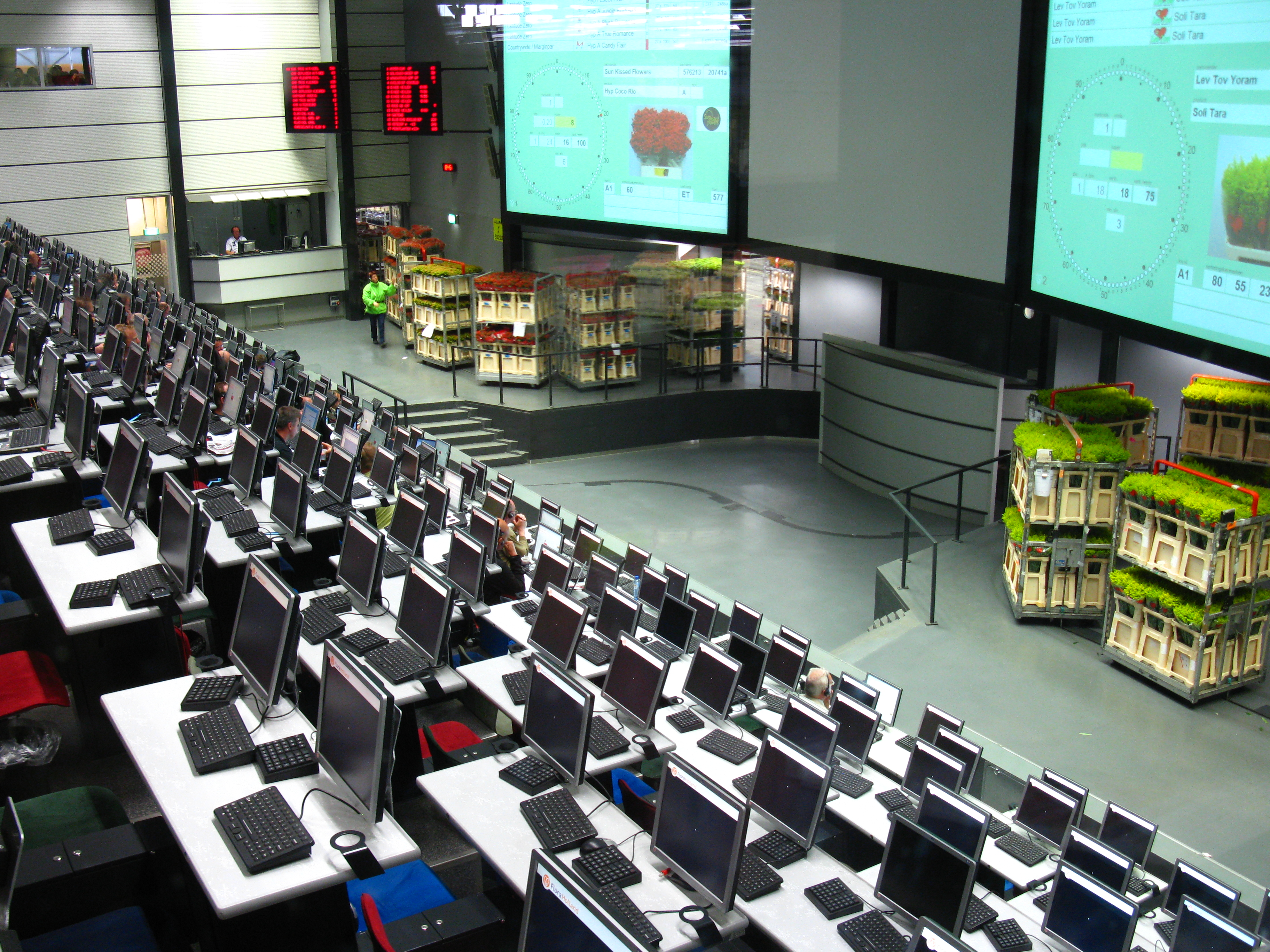
Salles des ventes